# Sufflamen
Sufflamen is een geslacht van straalvinnige vissen uit de familie van trekkervissen (Balistidae).

## Soorten
- Sufflamen albicaudatum (Rüppell, 1829)
- Sufflamen bursa (Bloch & Schneider, 1801) – Sikkeltrekkervis
- Sufflamen chrysopterum (Bloch & Schneider, 1801)
- Sufflamen fraenatum (Latreille, 1804)
- Sufflamen verres (Gilbert & Starks, 1904)